# Paweł Dilis
Paweł Dilis (ur. 2 lipca 1905 w Wilnie, zm. 1995 w Chicago) – polsko-litewski duchowny ewangelicko-reformowany związany z Wilnem i polsko-litewską emigracją w USA. 

## Życiorys
Urodził się w rodzinie Józefa i Eugenii z Pfefferów. Ukończył gimnazjum humanistyczne, a następnie studia na Wydziale Teologii Ewangelickiej Uniwersytetu Warszawskiego. Od końca lat 20. praktykował jako pastor w wileńskim kościele reformowanym (później: I kaznodzieja). Od 1934 był kapelanem wojskowym. Działał również społecznie (m.in. w organizacjach charytatywnych). Przyczynił się do wznowienia wydawanego w Wilnie czasopisma "Szlakiem reformacji", został jego redaktorem odpowiedzialnym. W czerwcu 1939 wszedł w skład delegacji Jednoty Wileńskiej na synod birżański Jednoty Kowieńskiej. Oprócz posługi w Wilnie sprawował opiekę nad filiałami Jednoty, m.in. w Warszawie. 
Po II wojnie światowej znalazł się z rodziną na emigracji w USA. Był superintendentem Litewskiego Kościoła Ewangelicko-Reformowanego w USA do 1994. Okazjonalnie odprawiał także nabożeństwa po polsku dla zamieszkałych w Chicago Polaków-ewangelików.
Jego żoną była Helena Jakubėnas (1908–2007) córka Pawła Jakubenasa i jego żony Heleny z Lipińskich. Mieli razem trzy córki.